# ويليام بي وينتورث
ويليام بي وينتورث (بالإنجليزية: William P. Wentworth)‏ هو مهندس معماري أمريكي، ولد في 1839، وتوفي في 1896.